# 小叶蛇莓
小叶蛇莓（学名：Duchesnea indica var. microphylla）为蔷薇科蛇莓属下的一个变种。

## 扩展阅读
- 維基物種上的相關：小叶蛇莓